# 湯川尚樹
湯川 尚樹（、1988年4月6日- ）は、日本の俳優、タレント。『とちぎ未来大使』の一員。所属事務所は株式会社ウィーズカンパニー。
英国ロンドン生まれ、栃木県宇都宮市出身。身長174cm。体重59kg。O型。法政大学経済学部中退。
特技は料理（調理師免許保有）、バスケットボール、ギター、ドラム、殺陣、乗馬。趣味は、観劇、サーフィン、ゴルフ。
2019年11月22日、タレントの柳野玲子と結婚した。

## 出演

### 舞台
- 東京ZOOM II（2008年）
- GO, JET!GO!GO!（2009年）
- 銀魂（2009年）
- KEIKI（2009年） - 正岡子規 役
- 劇団空感エンジン第二回公演「炎〜ほむら〜 」（2009年3月3日 - 10日、新宿スペース107） - 豊臣秀頼 役
- GO, JET!GO!GO!ZERO（2010年）
- ホッチキス（2010年10月）
- 十二人の怒れる人々（2011年2月2日 - 6日）
- オサエロ（2011年） - 主演
- YAMAO（2011年4月6日 - 10日）
- MOTHER マザー〜特攻の母 鳥濱トメ物語〜（2011年7月・9月、新国立劇場）
- 月歌舎 15th Stage「月にゆく〜かぐや姫再臨〜」（2012年5月、座・高円寺）
- 劇団空感エンジン「信長」（2012年8月、全労済ホール スペースゼロ）
- wonder × works「満州夜曲」（2012年10月、俳優座劇場）
- 劇団空感エンジン「信長」（2013年、全労済ホール スペースゼロ）
- 流れる雲よ 〜未来より愛を込めて〜（2013年4月・5月、笹塚ファクトリー 空チーム） - 中原正人 役
- スマイルデッド（2013年7月、文化シヤッターBXホール） - 綾瀬子規 役
- ぞめきの消えた夏 〜グアム玉砕戦乱舞闘〜（2013年9月、シアターサンモール 華チーム） - 主演：田中浩輔 役
- 智恵子さん追悼アトリエ公演「流れる雲よ 〜未来より愛を込めて〜 」（2013年10月、Duo Stage BBs A TEAM） - 中原正人 役
- 朗読劇「PEACE IN A BOTTLE withミネハハ水の輪コンサート」（2013年12月、水交会館）
- 朗読劇「流れる雲よ 〜未来より愛を込めて〜 」（2014年1月、Duo Stage BBs A TEAM） - 主役：坂本光太郎 役
- SBZ旗揚げ公演「THE FAMILY 絆」（2014年4月、シアターサンモール） - 主役：花村銀次 役
- 流れる雲よ 〜未来より愛を込めて〜（2014年5月・6月、中野 ザ・ポケット） - 主役：坂本光太郎 役
- スマイルデッド（2014年9月、文化シヤッターBXホール） - 綾瀬子規 役
- ちはやぶる神の国 〜異聞・本能寺の変〜 （2014年10月・11月、シアターサンモール 桔梗チーム） - 明智光秀 役(牡丹／随風 役)
- 聖この夜〜クリスマスツリーの奇跡〜（2014年12月 Duo Stage BBs） - 主役
- ぬばたまの淵（2015年2月　シアターグリーン） - 主役：喜八郎 役
- 流れる雲よ2015（2015年8月、東京・新潟・大阪・千葉） - 主役：坂本光太郎 役・竹山直彦 役
- THE FAMILY 絆～再演～（2015年12月、平塚ホール） - 主演：花村銀二 役
- まほろばを見つめて（2016年1月、中目黒キンケロシアター） - 主演：川口武留 役
- ぞめきの消えた夏〜グアム玉砕戦乱舞闘〜 〜再演〜（2016年5月、新宿村LIVE） - 主演：田中浩輔 役
- ら・ら・ら・ららんど〜天使っぽい君にラブソングを〜（2017年10月11日 - 15日、六行会ホール） - ダークネス 蒲生龍司 役
- Hi☆Jack!（2018年1月31日 - 2月4日、築地本願寺ブディストホール） - 主演：久米田宏 役
- ポセイドンの孫とYシャツと私（2018年8月23日 - 9月2日、上野ストアハウス） - 主演の先輩 恭平 役
- ら・ら・ら・ららんど〜天使っぽい君にラブソングを〜再演!?（2018年12月5日 - 9日、新宿村LIVE） - ダークネス 蒲生龍司 役
- 朗読劇「NO TRAVEL, NO LIFE」（2019年1月13日・14日、渋谷シダックスカルチャーホール） - ゲスト出演
- 美女と多重（2019年3月28日 - 31日、築地本願寺ブディストホール） - 鹿島達郎 役
- A.A（2019年5月21日 - 29日、下北沢off offシアター）
- 200億の電波（2019年8月22日 - 9月1日、吉祥寺シアター）
- ペコロスの母に会いに行く（2019年9月25日・26日、東京 / 28日、佐賀 / 29日、熊本 / 30日、山口 / 10月1日、広島 / 2日、岡山 / 11日 - 13日、北京 / 16日、愛知 / 22日、茨城） - 岡野マサキ 役
- 劇団東少オリジナルミュージカル「PINO」（2020年3月25日 - 29日、新宿シアターモリエール） - シモン 役
- 劇団東少オリジナルミュージカル「白雪姫」(2020年8月23日、東京/  29日、埼玉/  9月6日、岡山/  22日、東京)
- 劇団東少オリジナルミュージカル 「白雪姫」(2021年7月24、25日、徳島/7月31日、埼玉/ ８月８日、静岡/8月21日、神奈川/10月３日広島)
- The Great Gatsby 2023 (11月18日、19日 大阪近鉄アート館　11月23日-27日 東京三越劇場) -準主役　ニック・キャラウェイ　役
- 朗読劇「命がけの証言」(2024年8月16日、紀伊國屋サザンシアター)-アリメット役
- 華の天羽組 -羽王戦争編- powered byヒューマンバグ大学」前編　(2025年5月17日-5月25日、新宿ＦＡＣＥ) -韮澤伸次郎役

### テレビドラマ
- 1リットルの涙（2005年、フジテレビ） - 1年A組クラスメイト役
- 金曜エンタテイメント 熱血シングル・ファザー〜新聞記者・新庄圭吾の事件ファイル〜2（2005年、フジテレビ） - 鈴木大介役
- 温泉 (秘) 大作戦（2009年2月21日、テレビ朝日） - 長谷部三郎役
- 月曜ゴールデン 美食カメラマン 星井裕の事件簿「京都 大文字送り火 恩讐の殺意」（2010年3月1日、TBS）
- 金曜プレステージ 浅見光彦シリーズ
  - 42弾「悪魔の種子」（2011年11月18日、フジテレビ） - 中島 役
  - 44弾「砂冥宮」（2012年4月27日、フジテレビ）
  - 46弾「はちまん」（2013年1月11日、フジテレビ） - 猪俣刑事 役
  - 48弾「幻香」（2013年9月6日、フジテレビ） - 田所啓一 役
- 月曜ゴールデン 制服捜査（2013年8月12日、TBS） - 揚向前役
- 水曜ミステリー9　みちのく麺食い記者 宮沢賢一郎3　「誤認」（2014年7月、テレビ東京） - 弘田圭一役
- ビンタ! 〜弁護士事務員ミノワが愛で解決します〜（2014年10月2日、読売テレビ（日本テレビ系））
- MXテレビ 開局初制作ドラマ「えにしの記憶」（2014年10月4日 - 、TOKYO MX2（092ch）） - 主演：大井尚樹役
- 戦力外捜査官 2時間SP（2015年3月、日本テレビ）
- きょうは会社休みます。（2014年10月29日、日本テレビ）
- 天使のナイフ（2015年2月 - 3月、WOWOW）
- ワイルド・ヒーローズ（2015年4月 - 6月、日本テレビ）
- えにしの記憶〜平和祈念特番〜（2015年8月、TOKYO MX） - 主演：大井尚樹役
- 開局初制作ドラマ「えにしの記憶〜シーズン2〜」（2015年10月3日、TOKYO MX2） - 主演：大井尚樹役
- 臨床犯罪学者 火村英生の推理 第10話（2016年3月、日本テレビ） - コウノトリ幹部役
- 月9ラヴソング（2016年4月、フジテレビ）
- 水晶の鼓動（2016年11月、WOWOW）
- やすらぎの郷（2017年4月 - 9月、テレビ朝日） - 田辺三郎役
- おばさんデカ 桜乙女の事件帖 ザ・ラスト（2017年5月、フジテレビ）
- 日曜ワイド 「司法教官・穂高美子6」（2017年10月、テレビ朝日） - 高野鉄平役
- オトナ高校（2017年11月、テレビ朝日）
- BS笑点ドラマスペシャル 五代目三遊亭円楽（2019年1月、BS日テレ）
- やすらぎの刻～道（2019年4月 - 2020年3月、テレビ朝日） - 田辺三郎役
- 緊急取調室（2019年5月、テレビ朝日） - 安岡幸平役
- 刑事7人（2019年8月、テレビ朝日） - 坂木圭太役
- 日曜劇場　テセウスの船 第9話（2020年3月15日、TBS） - 警察官 役
- いいね!光源氏くん 第四絵巻（2020年 4月25日、NHK）
- 半沢直樹 第６話（2020年8月23日、TBS) - 帝国航空整備士役
- 未解決の女 警視庁文書捜査官 シーズン2 第5話（2020年9月3日、テレビ朝日）
- にじいろカルテ 第5話（2021年2月18日、テレビ朝日） - ディレクター 役
- IP〜サイバー捜査班 第1話（2021年7月1日、テレビ朝日） - 奥貫譲次 役
- TOKYO MER〜走る緊急救命室〜（2021年7月4日 - 9月12日、TBS） - 小菅康人 役
  - TOKYO MER 隅田川ミッション（2023年4月16日、TBS） - 小菅康人 役
- 笑点ドラマスペシャル「笑点を作った男 立川談志」（2022年1月2日、BS日テレ） - オープニングナレーション
- 日曜劇場 マイファミリー（2022年4月10日 - 6月12日、TBS） - 身辺警護3 吉田 役
- 大岡越前6「30両の親心」（2022年6月3日、5日(再)BSP）− 相模屋息子 役
- 特捜9 season5 第11話（2022年6月15日、テレビ朝日） - 香野裕哉 役
- 今野敏サスペンス 機捜235×強行犯係 樋口顕 第3話（2023年2月10日、テレビ東京） - 刑事 林宏之 役
- ケイジとケンジ、時々ハンジ。 第5話（2023年5月11日、テレビ朝日） - 磯野浩介 役
- 令和サスペンス劇場「旅人検視官 道場修作」庄内・湯野浜温泉殺人事件(2023月12月17日、BS日テレ) -刑事　根津正也 役
- テレビ朝日開局65周年記念木曜ドラマ「Believe ~君にかける橋」第8話、第9話 (2024年6月13日、20日、テレビ朝日) -赤城刑事役
- 大河ドラマ「光る君へ」第45話　(2024年11月24日、NHK)-蔵人頭使者役
- 新・暴れん坊将軍　(2024年1月4日、テレビ朝日)-め組　熊吉役
- 木曜ドラマ「プライベートバンカー」第5話　(2025年2月6日、テレビ朝日)
- 誘拐の日 第5話・第6話（2025年8月5日・12日、テレビ朝日） - 福住の部下 役[3]

### テレビ
- とちぎ発!旅好き!（2014年4月 - 2019年3月、とちぎテレビ） - レギュラー出演
- 第39回ふるさと宮祭り2014（2014年8月、とちぎテレビ） - バンバ広場生中継リポーター
- 週末めとろポリシャン♪（2014年10月、TOKYO MX） - えにしの記憶　番宣
- イブニング6（2014年10月1日、 とちぎテレビ） -えにしの記憶 番宣、湯川尚樹への質疑応答
- とちぎ年末ワイド2014（2014年12月29日、とちぎテレビ） - 司会
- 第40回ふるさと宮祭り2015（2015年8月、とちぎテレビ） - バンバ広場生中継リポーター
- イブニング6（2015年8月19日、 とちぎテレビ） -とちぎ未来大使インタビュー
- とちぎ年末ワイド2015（2015年12月30日、とちぎテレビ） - FKDリポーター
- NHKスペシャル「原発メルトダウン 危機88時間」（2016年3月、NHK） - 補機A 役
- 第41回ふるさと宮祭り2016（2016年8月、とちぎテレビ） - バンバ広場生中継リポーター
- とちぎ年末ワイド2016（2016年12月29日、とちぎテレビ） - FKDリポーター
- イブニング6 plus（2017年6月19日・23日、とちぎテレビ） - 生中継リポーター
- 第42回ふるさと宮祭り2017（2017年8月6日、とちぎテレビ） - バンバ広場生中継リポーター
- 第43回ふるさと宮祭り2018（2018年8月5日、とちぎテレビ） - バンバ広場生中継リポーター
- 英雄たちの選択スペシャル「決戦！西南戦争 ～徹底分析！西郷隆盛はなぜ負けたのか？～」（2018年11月、NHK BSプレミアム） - 野村忍介 役
- ウチの子、ニッポンで元気ですか？ （2018年11月、TBS） -再現VTR 農業に挑戦するハンガリー人女性の夫 役

### 映画
- かかしの旅（2006年） - バスケ部の先輩 役
- 俺は、君のためにこそ死ににいく（2007年） - 91振武隊員 役
- パッチギ! LOVE&PEACE（2007年） - 朝高生 役
- ガチンコ 疾走上等（2010年） - 森大次郎 役
- ガチバンMAX（2010年）
- nude（2010年）
- 神様はバリにいる（2015年）
- 早乙女4姉妹（2015年）
- 青の帰り道（2018年）
- 劇場版TOKYO MER〜走る緊急救命室〜(2023年4月28日公開)−小菅康人役

### ラジオ
- レディオベリー（毎週金曜日20:30 - 21:00） - パーソナリティ
- アトリエジャパン（毎週木曜日25:00 - 25:30、FM FUJI） - パーソナリティ
- アトリFM（毎週日曜日22:00 - 24:00） - 2・3週目パーソナリティ

### イベント
- ON  YOUR MARK 位置について！ 
  - 二人芝居 『真面目男とギャンブル男』（2016年11月19日、！EXCLAMATION MARK）
  - 二人芝居『拳銃を拾った男』（2017年2月4日、！EXCLAMATION MARK）
  - 二人芝居『後輩の都市伝説』（2017年7月8日、！EXCLAMATION MARK）
  - 二人芝居『泥棒サンタ』（2017年12月25日、！EXCLAMATION MARK)
  - 二人芝居『Surprise Ending』（2018年4月8日、目黒ライブ＆カラオケ Kahoo）
  - 二人芝居『きのこアレルギー』（2018年12月29日、！EXCLAMATION MARK）
  - Year End Party 田中寅雄×湯川尚樹
  - 二人芝居、即興芝居 宮崎篤臣×森川翔太×湯川尚樹（2019年12月15日、Lone star☆Cafe）
- 月をノミマショウ
  - Vol.4「100万回いきたねこ　スピンオフ～100万回目の人生を 白ねこの物語～」（2016年12月18日、 DIE BANK/バーズアイ）
  - Vol.11「拝啓　絶望殿」（2016年12月18日、DIE BANK/バーズアイ）
  - Vol.16「～画家のツクリモノ～」（2017年12月22日、DIE BANK/バーズアイ）
  - Vol.21「時、ツナグ、月ミル夜。～最後の晩餐～」（2018年5月20日、DIE BANK/バーズアイ)
- ギャラリー公演
  - 100万回生きたねこ（2017年1月21日 - 22日、Black A)
  - 黒のパレード（2019年2月28日 - 3月3日、Black A
- トークイベント
  - 駄弁る 〜バレンタインって何ですか？〜（2019年2月13日、音部屋スクエア）

### DVD
- DEATH FILE（2006年） - 佐藤毅 役
- 幽霊ゾンビ（2007年） - 茂 役
- 禁断の恋（2008年） - 及川遼 役
- スーパーモタード（2009年） - 宮町陽平 役

### 広告
- ジョイリハ
- アストモス ガス
- 育成サッカーゲーム 〜ポケットサッカークラブ〜
- ファッションブランド gouk
- ベビー用品 櫻花屋之箱 まんまる枕 - パパモデル
- ダンロップXXIO ニューモデルCM（2020年-2021年） - ナレーション
- キリンビールCM「ビールはいつも」篇　(2020年) -ナレーション
- コーセー  CM  「ONE BY KOSE  セラムヴェール」(2020年-2021年) -ナレーション
- メルセデスベンツ ラジオCM「EQR:MBUXの答え」編(2021年-2022年)-ナレーション
- メルセデスベンツ ラジオCM「EQ:この星に試されて」編(2021年-2022年)-ナレーション
- コーセーCM「ONE BY kOSE セラムヴェール」(2022年-2023年)−ナレーション
- 日産　キックス　e-power 4wd TV web CM 日本編（2022年)-ナレーション
- サッポロビール　「誰かの、いちばん星であれ」(2023年　箱根駅伝時〜年間　TVCM)-ナレーション
- 日産　キックス　e-power 4wd TV web CM改訂版　(2023年)-ナレーション
- AiDEM Jobギア採促「採用ホームページ構築サービス」web CM (2023年)-ナレーション
- Dr.Scholl メディキュットfor MEN TV web CM(2023年)-ナレーション
- きらぼし銀行　web CM (2023年)-ナレーション
- 映画「アリスとテレスのまほろば工場」(2023年)~15秒TVCM 20秒ラジオCMナレーション
- Canon EXPO 2023 Vision Movie (2023年)-ナレーション
- キャノンの開発環境[ホリスティックの森]紹介映像 (2023年)-ナレーション
- 味の素　アミノバイタル　web CM (2023年-2024年)-ナレーション
- サッポロビール　「誰かの、いちばん星であれ」　(2024年 箱根駅伝時〜年間　TVCM)-ナレーション
- 日産　キックス　e-power 4wd TV web CM (2024年)~ナレーション
- YEBISU BREWERY TOKYO (2024年4月open)-館内ナレーション
- ニトリ　通気性寝具[+Air] TV web CM (2024年)-ナレーション
- HIKOKI(ハイコーキ) インパクトドライバー　web CM (2024年)-ナレーション
- JT メビウス　研修CM (2024年)-ナレーション
- Hulu TV web CM 「どんな日もフルにする」(2024年-2025年)-ナレーション
- 日産　キックス「燃えよ！sound of 花のお江戸の呪われたラブロマンス刑事」篇　web CM (2025年)-ナレーション
- QUICPay TV web CM「クイックな人、増えています」(2025年)-ナレーション

### その他
- TVガイド「vol.238 今週のいちばん星」（2015年3月）
- U-NEXT配信ドラマ「賭けからはじまるサヨナラの恋」(2023年7月20日 - 9月7日)  - 宇佐美 役[4]
- Prime Video 「No Activity」Season 2 第6話 (2024年9月13日〜)
- WOWOW 「ハスリンボーイ」(2024年11月1日-12月20日)-矢上役
- FOD SHORT「おままごと〜結婚は人生の墓場ですか？〜」(2025年7月〜)-湊パパ役